# 沃佳內 (瓦西里夫卡區)

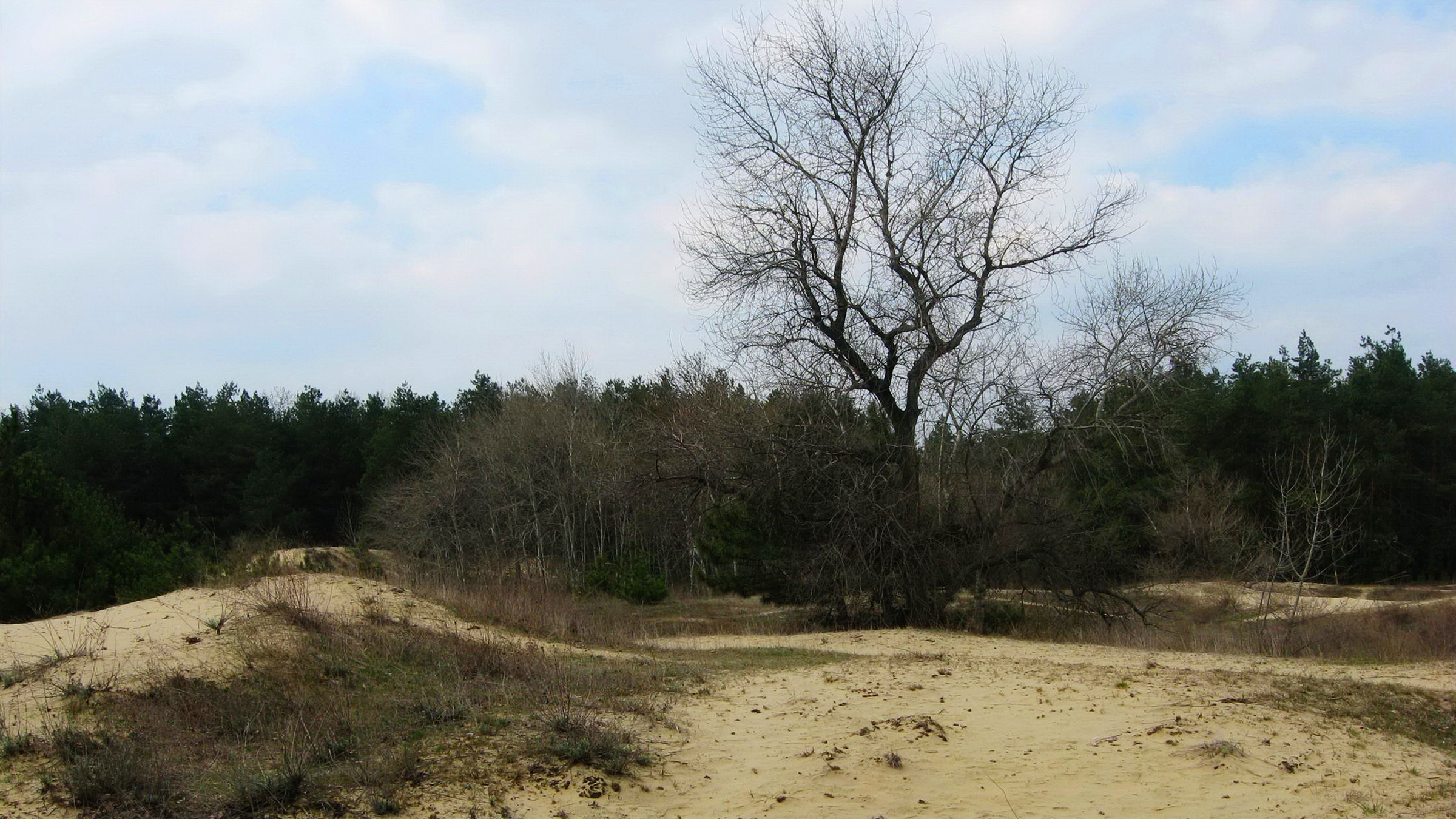
本地自然保护区

沃佳内（羅馬化：Vodiane）是烏克蘭南部扎波羅熱州瓦西里夫卡區沃佳内市镇的村莊。該村始建於1780年，面積10.3平方公里，2001年人口5,921，人口密度每平方公里574.3人。